# Random Access Memories
Random Access Memories je čtvrté studiové album francouzského electronického dua Daft Punk. Album vzdává hold éře hudby v USA z období pozdních 70. let až začátku 80 let, zejména zvuky, které vyplynuly z Los Angeles. Tento sentiment se také odráží v postupném zavádění propagace tohoto alba. Propagace zahrnovala billboardy, televizní reklamy a webové seriály. V lednu 2014 album obdrželo cenu Grammy.

## Seznam skladeb
| Pořadí         | Název                                            | Autor                                                                                       | Délka |
| -------------- | ------------------------------------------------ | ------------------------------------------------------------------------------------------- | ----- |
| 1.             | Give Life Back to Music                          | Thomas Bangalter, Guy-Manuel de Homem-Christo, Paul Jackson, Jr., Nile Rodgers              | 4:34  |
| 2.             | The Game of Love                                 | Bangalter, de Homem-Christo                                                                 | 5:22  |
| 3.             | Giorgio by Moroder                               | Bangalter, de Homem-Christo, Giorgio Moroder                                                | 9:04  |
| 4.             | Within                                           | Bangalter, Jason "Chilly Gonzales" Beck, de Homem-Christo                                   | 3:48  |
| 5.             | Instant Crush (feat. Julian Casablancas)         | Bangalter, Casablancas, de Homem-Christo                                                    | 5:37  |
| 6.             | Lose Yourself to Dance (feat. Pharrell Williams) | Bangalter, de Homem-Christo, Rodgers, Pharrell Williams                                     | 5:53  |
| 7.             | Touch (feat. Paul Williams)                      | Bangalter, Chris Caswell, de Homem-Christo, Paul Williams                                   | 8:18  |
| 8.             | Get Lucky (feat. Pharrell Williams)              | Bangalter, de Homem-Christo, Rodgers, Pharrell Williams                                     | 6:09  |
| 9.             | Beyond                                           | Bangalter, de Homem-Christo                                                                 | 4:50  |
| 10.            | Motherboard                                      | Bangalter, de Homem-Christo                                                                 | 5:41  |
| 11.            | Fragments of Time (feat. Todd Edwards)           | Bangalter, de Homem-Christo, Todd Edwards                                                   | 4:39  |
| 12.            | Doin' It Right (feat. Panda Bear)                | Bangalter, de Homem-Christo, Noah Lennox                                                    | 4:11  |
| 13.            | Contact                                          | Bangalter, de Homem-Christo, Stéphane Quême, Garth Porter, Tony Mitchell, Daryl Braithwaite | 6:21  |
| Celková délka: | Celková délka:                                   | Celková délka:                                                                              | 74:27 |

## Historie vydání
Ve všech regionech vyšlo album jako CD, LP a digitálně stažitelné, pod labelem Columbia Records.
| Region                 | Datum           |
| ---------------------- | --------------- |
| Austrálie              | 17. května 2013 |
| Belgie                 | 17. května 2013 |
| Brazílie               | 17. května 2013 |
| Finsko                 | 17. května 2013 |
| Německo                | 17. května 2013 |
| Irsko                  | 17. května 2013 |
| Nizozemsko             | 17. května 2013 |
| Nový Zéland            | 17. května 2013 |
| Česko                  | 20. května 2013 |
| Dánsko                 | 20. května 2013 |
| Francie                | 20. května 2013 |
| Polsko                 | 20. května 2013 |
| Jižní Afrika           | 20. května 2013 |
| Spojené království     | 20. května 2013 |
| Kanada                 | 1. května 2013  |
| Kolumbie               | 1. května 2013  |
| Itálie                 | 1. května 2013  |
| Mexiko                 | 1. května 2013  |
| Rusko                  | 1. května 2013  |
| Spojené státy americké | 1. května 2013  |
| Indie                  | 22. května 2013 |
| Japonsko               | 22. května 2013 |